# Mật ong

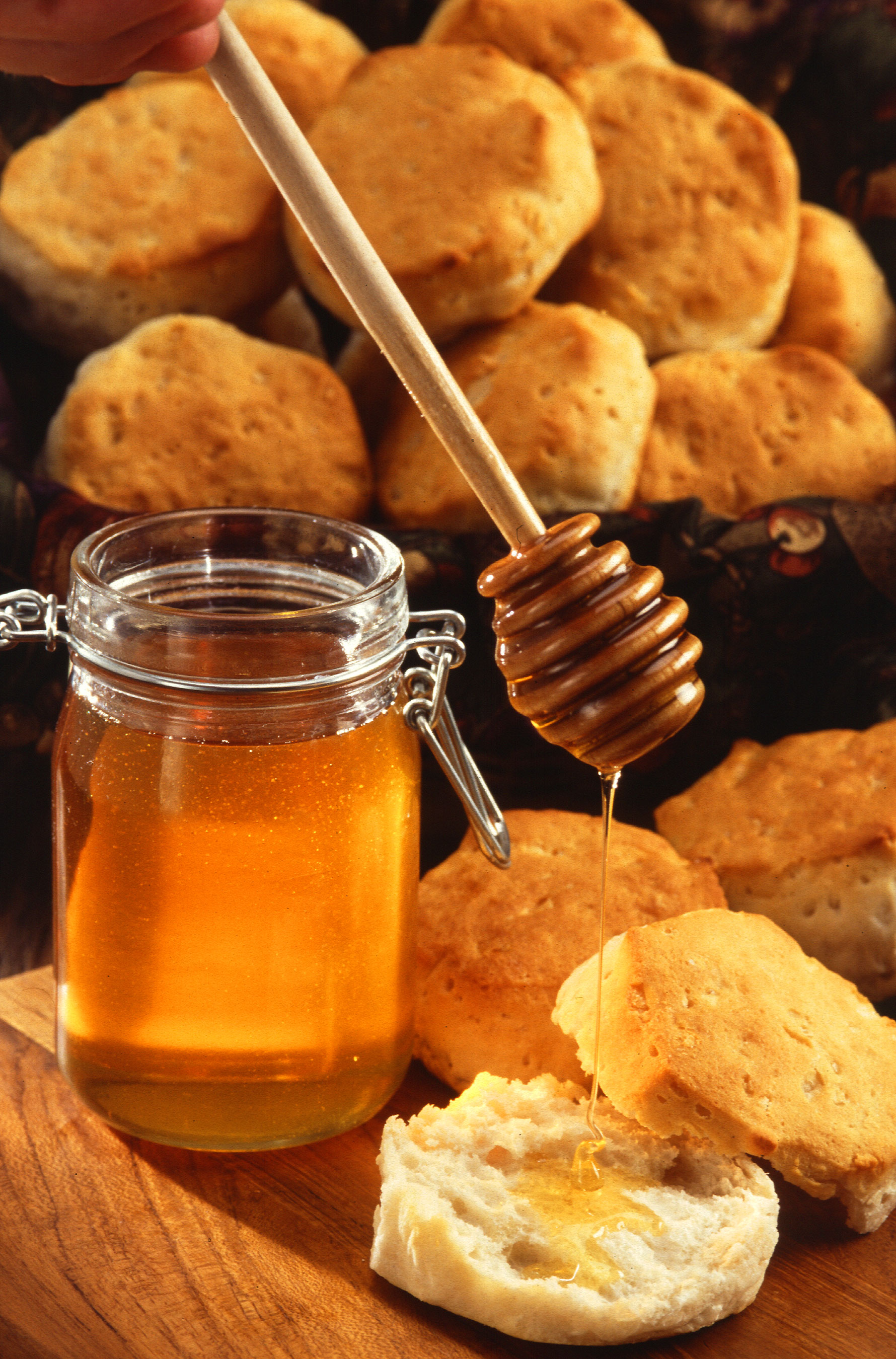
Một chai mật ong

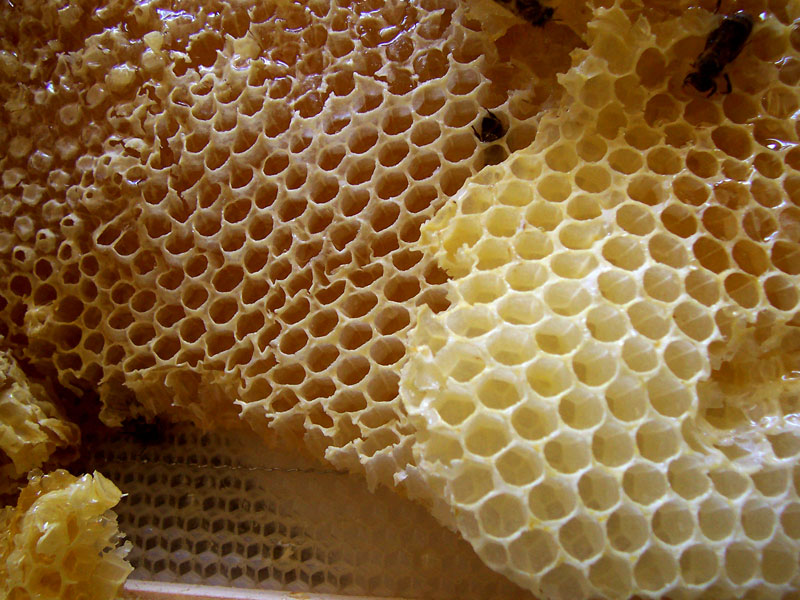
Một tảng ong

Mật ong được tạo thành từ chất ngọt do ong thu thập được trong các bông hoa. Theo quy định của Hội đồng Ong mật Quốc gia Mỹ và nhiều quy định về thực phẩm quốc tế khác quy định rằng "mật ong là một sản phẩm thuần khiết không cho phép thêm bất kỳ chất gì vào... bao gồm nhưng không giới hạn trong, nước và các chất ngọt khác". Bài này chỉ đề cập về mật ong do ong mật (chi Apis) tạo ra; mật do các loài ong khác hay các loài côn trùng khác có các đặc tính rất khác biệt.
Nhiều người cho rằng mật ong không có hạn sử dụng nhưng thật ra mật ong chỉ có thể sử dụng được tối đa là 2 năm và sau đó nó sẽ có các chất nguy hiểm được tạo bên trong đó và có thể gây nguy hiểm đến tính mạng. Nếu quá hạn thì nó sẽ có mùi khó chịu và hôi chua, vị cay hoặc đắng, màu đậm và càng ngày càng có màu tối hay nói cách khác là màu đen.

## Sơ lược

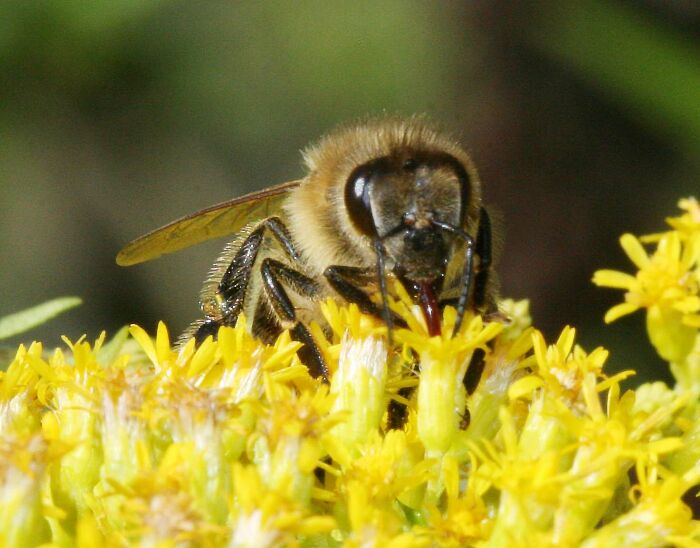
Ong mật

Mật ong có nhiều chất ngọt hơn đường kính và có các tính chất hóa học hấp dẫn cho việc làm bánh, thức uống và làm thuốc chữa bệnh. Mật ong có hương riêng biệt nên nhiều người thích ăn mật ong hơn đường và các chất ngọt khác.
Phần lớn các vi sinh vật không sống trong mật ong vì mật ong có hoạt tính nước thấp khoảng 0,6. Tuy nhiên, điều quan trọng là mật ong thường xuyên chứa các nội bào tử các vi khuẩn không hoạt động Clostridium botulinum mà có thể nguy hiểm cho trẻ nhỏ do các nội bào tử này có thể chuyển hóa thành các vi khuẩn tạo ra chất độc trong ruột trẻ nhỏ và dẫn đến bệnh tật và thậm chí tử vong (xem phần "Tai biến sức khỏe" bên dưới).

## Quá trình lấy mật ong
Ong thợ sử dụng vòi để hút mật hoa từ các loại hoa. Mật hoa được đưa vào dạ dày mật để các enzyme thực hiện chuyển hóa từ mật hoa sang mật ong (loài ong có hai loại dạ dày: dạ dày mật sử dụng khi làm mật và dạ dày thường để chuyển hóa thức ăn). Sau khi về đến tổ ong thợ sẽ chuyển lượng mật hoa đang ở trong dạ dày mật sang cho ong thợ khác để tiếp tục thực hiện quá trình chuyển hóa thành mật ong. Mỗi ong thợ thực hiện việc chuyển hóa này trong khoảng 30 phút.
Sau khi mật hoa được chuyển hóa hoàn toàn thành mật ong, ong thợ sẽ nhả mật ong vào tổ rồi dùng cánh để quạt bay hơi nước có trong mật cho đến khi mật ong đạt đến độ bão hòa (tỷ lệ nước ~17%) thì sẽ thực hiện niêm phong tổ lại, hoàn tất quá trình làm mật.
Việc nghiên cứu các phấn hoa và các bào tử trong mật thô (melissopalynology) có thể xác định các nguồn phấn làm mật. Bởi vì ong mật mang một điện tích tĩnh điện và có thể hút các vật khác, kỹ thuật tương tự như các kỹ thuật của melissopalynology có thể sử dụng trong việc nghiên cứu các chất phóng xạ của môi trường khu vực, hoặc bụi, hay ô nhiễm.
Khi ong thợ thực hiện lấy mật, đồng thời làm rụng phấn hoa xuống nhụy hoa, giúp thụ phấn cho các cây có hoa.
Ong mật là loài ong làm mật nhiều hơn lượng mật mà nó cần dùng đến trong mùa đông. Người nuôi ong kích thích cho ong sản xuất dư thừa lượng mật ong trong tổ ong để có thể thu hoạch mà không gây hại cho đàn ong. Khi nguồn thực phẩm cho ong bị thiếu, người nuôi ong có thể bổ sung dinh dưỡng cho ong bằng cách cho ong ăn lại phấn hoa hoặc đường.

## Dinh dưỡng
Mật ong là hỗn hợp của các loại đường và một số thành phần khác. Về thành phần carbohydrat, mật ong chủ yếu là fructose (khoảng 38,5%) và glucose (khoảng 31,0%). Các carbohydrat khác trong mật ong gồm maltose, sucrose và carbohydrat hỗn hợp. Trong mật ong, các vitamin và chất khoáng chỉ xuất hiện ở dạng vết Mật ong cũng chứa một lượng rất nhỏ các hợp chất chức năng như chất chống oxy hóa, bao gồm chrysin, pinobanksin, vitamin C, catalase và pinocembrin. Thành phần cụ thể của mật phụ thuộc vào hoa mà ong hút mật.
Thành phần của mật ong thông dụng:
- Fructose: 38,2%
- Glucose: 31,3%
- Sucrose: 1,3%
- Maltose: 7,1%
- Nước: 17,2%
- Các loại đường có khối lượng phân tử cao hơn: 1.5%
- Tro: 0,2%
- Các chất khác: 3,2%

Chỉ số glycemic của mật ong là từ 31 đến 78.
Khối lượng riêng của mật ong là 1,36 kg/lít (nặng hơn nước 36%).

## Tai biến sức khỏe

### Ngộ độc Botulinum
Do sự có mặt của các nội bào tử của vi khuẩn botulinum trong mật ong, trẻ dưới một tuổi không nên uống mật ong. Hệ tiêu hóa phát triển hơn ở những trẻ lớn hơn và ở người lớn nhìn chung là phá hủy các bào tử này. Tuy nhiên, trẻ sơ sinh có thể nhiễm độc botulinum từ mật ong nhưng trẻ từ 1 tuổi trở lên thì có thể dùng được. Mật ong y tế có thể được xử lý bằng tia gamma để giảm nguy cơ có mặt của các bào tử botulinum. Bức xạ gamma rõ ràng không ảnh hưởng đến tính kháng khuẩn của mật ong, việc có hoặc không có hoạt tính kháng khuẩn của mật ong phụ thuộc vào việc sinh ra peroxide.
Ngộ độc botulinum ở trẻ sơ sinh thể hiện sự biến động theo địa lý. Ở Anh, chỉ có 6 ca được báo cáo trong khoảng 1976 và 2006, trong khi đó ở Hoa Kỳ thì cao hơn với tỉ lệ 1,9 trên 100.000 sơ sinh còn sống, 47,2% là ở California. Dù là tỉ lệ phơi nhiễm mật ong đối với sức khỏe trẻ sơ sinh nhỏ, nhưng không nên xem thường điều này.

### Ngộ độc
Theo như ghi nhận, tình trạng say mật ong điên là kết quả của việc hấp thụ loại mật ong có chứa chất độc grayanotoxins. Các loại mật ong được sản xuất từ những loại hoa như: Hoa đỗ quyên, hoa nguyệt quế núi, hoa cừu nguyệt quế đều có thể gây ra hiện tượng ngộ độc mật ong. Những triệu chứng dễ nhận thấy nhất bao gồm: chóng mặt, toát mồ hôi, suy nhược, buồn nôn, ngoài ra cũng có những triệu chứng khác ít xuất hiện hơn như: huyết áp thấp, sốc, nhịp tim không đều, ở một số trường hợp hiếm gặp còn xuất hiện cả biểu hiện co giật mà có thể dẫn đến tử vong.
Việc ngộ độc mật ong xảy ra bởi ăn các loại mật ong chưa qua sơ chế hoặc mật ong có nguồn gốc từ những hộ chăn nuôi ong nhỏ lẻ với số lượng chỉ dừng lại ở mức một vài tổ. Với việc sản xuất mật ong đại trà có thể làm giảm đi lượng độc tố có trong mật ong nhờ việc có nhiều nguồn phấn hoa khác nhau
Ngoài ra mật ong có chứa độc tố cũng có nguồn gốc từ việc ong thu thập phấn của bụi cây Tutu (Coriaria arborea) và ở gần loại bọ nhảy cây lạc tiên (Scolypopa australis), cả hai loài sinh vật này đều sinh sống tại New Zealand. Sở dĩ mật ong ở gần 2 loài sinh vật kể trên có độc là do trong quá trình kiếm mật, ong cũng đồng thời thu hoạch dịch ngọt của loài bọ nhảy này bởi thức ăn chính của chúng là từ cây Tutu có độc. Loại mật ong có độc tố này chỉ xuất hiện tại một vài vùng của New Zealand: Bán đảo Coromandel, phía Đông của Vịnh Plenty và vịnh hẹp Marlborough Sounds. Triệu chứng chính khi bị nhiễm độc cây Tutu bao gồm: nôn, mê sảng, chóng mặt, dễ bị kích động và co giật dữ dội, tuy nhiên, việc nhiễm độc từ loài cây này hiếm khi gây nguy hiểm đến tính mạng con người. Nhưng nhằm tránh việc nhiễm độc cây Tutu, cần phải tránh không sử dụng các loại mật ong từ các vùng hoang dã của New Zealand, kể từ năm 2001 những hộ nuôi ong tại New Zealand đã được yêu cầu giảm thiểu tỷ lệ rủi ro từ việc giám sát chặt chẽ việc thu hoạch mật ong từ những vùng có cây Tutu và bọ nhảy cây lạc tiên trong vòng bán kính 3 km.